# Fashion pack
Fashion Pack är en dragshowgrupp från Örebro. Gruppen bildades 1996 och har under perioden 1996–2015 uppträtt med 19 egenproducerade dragshower.